# Закон Савченко
Закон Украины «О внесении изменения в Уголовный кодекс Украины относительно усовершенствования порядка зачисления судом срока предварительного заключения в срок наказания» (укр. «Про внесення зміни до Кримінального кодексу України щодо удосконалення порядку зарахування судом строку попереднього ув’язнення у строк покарання», номер — № 838-VIII) шире известный как Закон Савченко (укр. Закон Савченко) — закон Украины, которым внесены изменения в Уголовный кодекс Украины, в соответствии с которыми один день предварительного заключения засчитывается за два дня лишения свободы при исчислении судом наказания. Принятие закона было инициировано народным депутатом Украины VIII созыва Надеждой Савченко во время её пребывания в заключении на территории Российской Федерации. Вызвал широкий общественный резонанс на Украине.

## История принятия закона
5 ноября 2015 года народные депутаты Украины Надежда Савченко (которая в то время пребывала в следственном изоляторе на территории Российской Федерации), Андрей Кожемякин, Иван Крулько, Николай Паламарчук, Леонид Емец и Олег Осуховский зарегистрировали в Верховной Раде Украины законопроект № 3413 О внесении изменений в Уголовный кодекс Украины (относительно усовершенствования порядка зачисления судом срока предварительного заключения в срок наказания).
- Авторский коллектив законопроекта
- Надежда Савченко
- Андрей Кожемякин
- Иван Крулько
- Николай Паламарчук
- Леонид Емец
- Олег Осуховский

Надежда Савченко в своём письме заявила, что по её мнению, этот законопроект должен был стать началом судебной реформы.
|  | Инициируя этот закон на Украине, я прекрасно понимала: с одной стороны, это как открыть «ящик Пандоры». Преступный мир вряд ли захочет завтра жить честно, и вряд ли каждый мошенник захочет завтра тяжело работать за небольшую зарплату. Но я чувствую на себе этот недобиток совковой системы наказания и издевательства над человеком, а не «исправительной системы», как её называют. Я поняла, что она сажает больше невиновных, чем виновных.Письмо Надежды Савченко |

Этот законопроект стал первым законопроектом народного депутата Савченко с момента её избрания. Как заявила сестра Надежды Савченко, Вера Савченко, инициировал вопрос принятия этого закона перед Савченко один из заключённых Стрыйского СИЗО, который ожидал решения суда 8 лет и 1 месяц.
Главным комитетом при рассмотрении этого законопроекта был Комитет по вопросам законодательного обеспечения правоохранительной деятельности, который дал положительное заключение по этой законодательной инициативе.
26 ноября 2015 года состоялось голосование относительно принятия законопроекта за основу и в целом. 255 депутатов проголосовали за принятие законопроекта, ни один депутат не проголосовал против и не воздержался, 63 депутата не голосовали. На диаграмме ниже приведено распределение голосов «За».
22 декабря 2015 года Президент Украины Пётр Порошенко подписал этот законопроект, тем самым окончательно завершив процедуру его принятия и оставив дело за его публикацией.
23 декабря 2015 года закон был опубликован в официальном издании «Голос Украины» и на следующий день вступил в силу.
18 мая 2017 года Верховная Рада большинством голосов (227 — «За», 3 — «Против») проголосовала за отмену закона.

## Содержание закона и мотивы его принятия
Законодательные изменения, предложенные народным депутатом Савченко, которые впоследствии были поддержаны парламентом и согласованы Президентом Украины, меняли часть 5 статьи 72 Уголовного кодекса Украины, которая определяет порядок зачисления срока содержания под стражей до вынесения судебного приговора в срок отбывания наказания. До принятия этого закона этот срок засчитывалось как один день содержания под стражей до одного дня отбывания наказания в виде лишения свободы.[прояснить] Согласно изменениям, которые предусматривает этот законодательный акт, один день содержания под стражей засчитывается как два дня лишения свободы.
| Редакция ч. 5 ст. 72 УКУ до изменений | Редакция ч. 5 ст. 72 УКУ после изменений |
| --- | --- |
| Предварительное заключение засчитывается судом в срок наказания при осуждении к лишению свободы день за день или по правилам, предусмотренным в части первой настоящей статьи. При назначении наказания, не указанных в части первой настоящей статьи, суд, учитывая предварительное заключение, может смягчить наказание или полностью освободить осуждённого от его отбывания. | Зачисление судом срока предварительного заключения в случае осуждения к лишению свободы в пределах того же уголовного производства, в рамках которого к лицу были применено предварительное заключение, производится из расчёта один день предварительного заключения за два дня лишения свободы. В случае назначения судом другого наказания, чем лишение свободы, зачисление срока предварительного заключения в пределах того же уголовного производства осуществляется в следующем порядке: 1. срок предварительного заключения переводится в срок лишения свободы в соответствии с определённым абзацем первым этой части статьи соотношением; 2. определённый в соответствии с подпунктом первым этого абзаца срок лишения свободы переводится в другой назначенный вид наказания в соответствии с соотношением, определённым частью первой настоящей статьи. При назначении основного наказания, не указанного в части первой настоящей статьи, суд обязан полностью освободить осуждённого от отбывания такого основного наказания. В срок предварительного заключения включается срок: 1. задержания лица без постановления следственного судьи, суда; 2. задержание лица на основании постановления следственного судьи, суда о разрешении на задержание; 3. содержания лица под стражей в качестве меры пресечения, избранной судьёй, судом как на стадии досудебного расследования, так и во время судебного рассмотрения уголовного производства; 4. пребывания обвиняемого в соответствующем стационарном медицинском учреждении при проведении судебно-медицинской или судебно-психиатрической экспертизы; 5. пребывания лица, отбывающего наказание в учреждениях предварительного заключения для проведения следственных действий или участия в судебном разбирательстве уголовного производства. Суд должен освободить осуждённого от отбывания наказания, если срок предварительного заключения, отбытый осуждённым в пределах уголовного производства, равен или превышает фактически назначенное ему основное наказание из числа предусмотренных частью первой настоящей статьи. В случае, если до вынесения приговора срок предварительного заключения, отбытый лицом, будет превышать в соответствии с определённым первым абзацем этой части соотношением максимально возможный срок лишения свободы, предусмотренный Особенной частью настоящего кодекса для преступления (преступлений), в котором (которых) подозревается такое лицо, такое лицо должно быть немедленно освобождено судом из-под стражи как по инициативе суда, так и по инициативе лица, которое освобождается или его защитника (законного представителя) или прокурора. Такое освобождение допускается как на стадии судебного рассмотрения уголовного производства, так и на стадии досудебного расследования такого уголовного производства. |

Как отмечается в пояснительной записке к законопроекту, принятие закона обосновано необходимостью обеспечения социальной справедливости, практической реализации принципа презумпции невиновности, прекращения негативной практики длительного содержания в следственных изоляторах лиц на стадии досудебного расследования уголовных производств. Кроме того, необходимость таких изменений объяснялась необходимостью разгрузить следственные изоляторы на Украине, что одновременно улучшит условия пребывания там тех людей, которые не будут освобождены после принятия законопроекта.

### Условия содержания в следственных изоляторах
Состояние следственных изоляторов и условия содержания в них лиц, относительно которых происходит следствие и суд, стали основным мотивом принятия этого закона. В общем эти условия были далеки от общепринятых норм содержания лиц, в отношении которых ещё не вынесено судебное решение. Лица, которые находятся в СИЗО, постоянно находятся в камерах в большом количестве. При этом, иногда на одного человека приходится площадь менее 2 м². Кроме того, в камере находится туалет и стол для еды, который одновременно является местом для хранения продуктов и вещей. В большинстве случаев в таких камерах нет достаточного места для передвижения.
Состояние пребывания людей в следственных изоляторах Украины неоднократно становилось предметом рассмотрения в Европейском суде по правам человека. В частности, в деле «Беляев и Дигтяр против Украины» в 2012 году, суд признал, что условия содержания в СИЗО не соответствовали санитарным требованиям, а также имело место ненадлежащее обеспечение заключённого жилой площадью и личными вещами. В делах «Устянцев против Украины» и «Василий Иващенко против Украины» суд пришёл к выводу, что имели место нарушения права лица на информацию о состоянии собственного здоровья.

## Реакция и последствия принятия
- Согласно проведённому исследованию компанией «Контекст Медиа[укр.]» осенью 2016 года, последствия принятия закона подверглись жёсткой критике со стороны СМИ. Наиболее резко негативную риторику продемонстрировал ряд телеканалов, среди которых Интер, ICTV и 1+1[11].
- Как заявила первый заместитель Министра юстиции Украины Наталия Севостьянова, в связи с принятием этого закона на свободу выйдут около 40 000 преступников[12].
- Заместитель Генерального прокурора Украины Олег Залиско сообщил, что после принятия этого закона на свободу вышло почти 6000 заключённых, которые совершили особо тяжкие преступления, поэтому Генеральная прокуратура выступает за изменение этого закона. Кроме того, по информации Генеральной прокуратуры, лица, которые были освобождены вследствие действия этого закона, не социализируются и не становятся на путь исправления. Так, например, в Винницкой области согласно этому закону по состоянию на 22 апреля 2016 года было освобождено 261 лицо, 12 из которых уже после освобождения повторно содержатся под стражей по обвинениям в совершении нового особо тяжкого преступления. Кроме того, Генеральная прокуратура назвала этот закон «опасным для общества»[13].
- Глава Национальной полиции Украины Хатия Деканоидзе заявила, что принятие Закона Савченко является одним из факторов, который влияет на рост уровня преступности на Украине на уровне с экономической ситуацией и миграцией нелегального оружия из зоны боевых действий. Кроме того, согласно статистике руководителя полиции, из лиц, которые были освобождены по состоянию на 26 апреля 2016 года, 779 осуждены за умышленные убийства, 496 за умышленные тяжкие телесные повреждения, 1045 за разбойные нападения, 812 за грабежи, 1253 за кражи и 616 за нелегальный оборот наркотических средств[14].
- 29 июля 2016 года народный депутат Украины, советник министра внутренних дел Украины Антон Геращенко заявил, что в сентябре 2016 года в Верховной Раде будет поднят вопрос об отмене этого закона[15]. Перед этим, Министр внутренних дел Украины Арсен Аваков сообщил, что он и Министр юстиции Украины Павел Петренко направили в Верховную Раду Украины предложения относительно корректировки Закона Савченко в части его применения относительно рецидивистов и лиц, которые совершили тяжкие преступления[16].

Основной автор законопроекта, Надежда Савченко, считает свой закон «идеальным», а для того, чтобы преступники не выходили раньше, предлагает осуждать их строже.
После принятия этого закона, среди прочих, на свободе оказались некоторые лица, осуждение которых сопровождалось широким общественным резонансом: Игорь Зварыч, Андрей Слюсарчук, Виктор Лозинский. Среди выпущеных на свободу педофил Николай Шекерли, который в Мариуполе изнасиловал около 200 украинских девочек.

### Позиция юристов
Закон привёл к противоречивым последствиям и оказался под критикой юристов: закон называли «непрофессиональным, популистским и просто бессмысленным», «угрозой для общества», поскольку он разрешает «амнистировать» самых опасных преступников, которые объективно должны отбывать наказание.

## Отмена закона
Закон, благодаря которому на свободу вышло более 10 тысяч не досидевших свой срок уголовников, был отменён 16 июня 2017 года.
Законопроектом, автором которого являлся народный депутат Украины Яценко Антон Володимирович, была предложена отмена так называемого «закона Савченко». Депутат утверждал, что из всех вышедших на свободу, полторы тысячи человек сразу же совершили повторные преступления. 18 мая 2017 года законопроект 227 голосами За по сокращённой процедуре за 15 минут был принят Верховной Радой Украины, а 16 июня Президент Пётр Порошенко подписал закон.